# Asterix & Obelix XXL 2: Mission Las Vegum
Asterix & Obelix XXL 2: Mission Las Vegum è un videogioco in stile avventura dinamica per PlayStation 2 e PC. Sviluppato da Étranges Libellules, è stato messo in commercio nel 2005 solo in Europa, in quanto in Giappone e Stati Uniti la popolarità del franchise di Asterix è inferiore.
Successivamente nel 2006 è stata messa in commercio anche una versione del gioco per Nintendo DS e per Sony PSP chiamata Asterix e Obelix XXL 2: Mission Wifix.
Il 6 luglio 2018 Microïds ha annunciato il terzo capitolo e una remastered del gioco, uscita il 29 novembre 2018 per PlayStation 4, Xbox One, Nintendo Switch e PC. Questa versione è stata pubblicata in tutto il mondo.

## Generalità
Il gioco è basato sui personaggi del fumetto francese di Asterix & Obelix, e include innumerevoli citazioni e parodie del mondo dei videogiochi.
Il genere varia dall'azione ad alcuni momenti di platform.

## Trama
Durante il loro raduno, i druidi Panoramix, Alias, Kerosene e Sessantasix discutono a riguardo dei segreti dei Galli, ma all'improvviso, a un segnale di Panoramix, segue l'imboscata dei romani, che catturano i drudi scioccati nel pensare che Panoramix li abbia traditi.
Il giorno dopo, Sam Shieffer (parodia di Splinter Cell e probabilmente lo stesso agente che aveva aiutato i Galli nel gioco precedente), riferisce ad Abraracourcix, Asterix ed Obelix che Panoramix ha tradito il villaggio, e, dopo aver affermato di essere lui stesso un traditore dei romani, annuncia che Cesare sta costruendo a Roma un nuovo parco di divertimenti chiamato Las Vegum, ormai prossimo al completamento. Nonostante le prove schiaccianti, Asterix e Obelix gli dicono di stare ben lontano da loro, in quanto non si fidano dell'ex-romano, e si dirigono a Las Vegum. Poco dopo, Cesare viene a sapere da Larry Craft (centurione sovrappeso parodia di Lara Croft) che Sam Shieffer ha portato i Galli a Las Vegum, e lo manda a fermare i Galli con tutte le legioni disponibili.
Una volta passati per Lutetia e arrivati a Venetia, i Galli devono affrontare un boss gigante chiamato Deathmatch, un gladiatore geneticamente trasformato. La prima sconfitta di Deathmatch permette ai Galli di liberare Sessantasix, che rivela che, per colpa di Panoramix, tutti i druidi catturati hanno dovuto fare numerosi esperimenti per rendere i legionari ancora più (e Deathmatch è stato il primo risultato), e se ne va per poter denunciare all'Ordine dei druidi il tradimento di Panoramix.
I Galli superano quindi Luxor, dove affrontano e sconfiggono un'altra volta Deathmatch, liberando così anche Kerosene, il druido nordico. Passano quindi per WCW, dove superano numerose prove. Alla fine trovano un'imitazione quasi del tutto fedele del villaggio Gallico, e Sam Shieffer rivela loro che l'area è il pezzo forte del parco, e sarà celebrato una volta che l'irriducibile villaggio gallico sarà finalmente vinto; Asterix capisce dunque che, senza i suoi due campioni a proteggerlo, l'intero villaggio degli irriducibili sarà in suo potere. Arrivati nel centro di un'arena, i Galli rischiano per poco di cadere in un pozzo, al fondo del quale c'è un'immensa quantità di lava. Sopraggiunge Panoramix, che li getta nel pozzo, ma proprio quando i Galli stanno per cadere, vengono salvati da Shieffer, che li riporta a terra. Panoramix si toglie dunque la maschera, sotto la quale si cela Larry Craft, che libera molte legioni al suo servizio, ma anche qui i romani vengono sconfitti.
Una volta arrivati nell'Isola dei pirati, dopo vari rompicapo, i Galli riescono ad aprire la grande arena di Deathmatch, che era proprio nella statua di testa di scimmia: anche qui, i Galli affronteranno e sconfiggeranno Deathmatch e liberano Alias, il druido greco.
L'ultima destinazione è il Ceasar Palace, dove, dopo svariati enigmi, riusciranno a passare nella sala del trono, dove Cesare libererà i suoi 90 cloni. Dopo averli sconfitti, i Galli affrontano Deathmatch nell'ultimo round in versione superpotenziata, ma anche qui i Galli riescono a vincere, liberando così Panoramix e costringendo così Cesare alla resa. Il gioco conclude con i Galli riuniti nel classico banchetto, ma stavolta in stile cinematografico, con in sottofondo le voci del narratore, di Asterix e di Obelix.

## Modalità di gioco
Il gioco è un picchiaduro a piattaforme in cui, come nel capitolo precedente, si dovrà raccogliere gli elmi ottenuti nel corso dell'avventura. Oltre agli elmi da legionario e centurione, è stato aggiunto quello di diamante, che vale 10.000; il gioco include 30 elmi di diamante, 5 per zona, e permettono di sbloccare nuovi personaggi nell'apposita galleria. Parlando di gallerie, gli elmi raccolti andranno spesi per sbloccare le cartoline del gioco, ovvero delle immagini create appositamente per il gioco. Le aree di gioco (che sono sei, ossia Lutetia, Venetia, Luxor, WCW, Isola dei pirati e Ceasar Palace) stavolta saranno tutte unite ed esplorabili essendo parte di un gigantesco parco a tema.
La stazione di scambio dell'episodio precedente non esiste più, quindi è possibile scambiare i personaggi premendo un tasto apposito, mentre le combo stavolta si sbloccano nel corso del gioco e sono solo tre: Colpo rapido, Pioggia di Menhir e Vortice. Sono stati aggiunti anche i tips bonus, dove, una volta che si controlla il personaggio adatto, si dovrà eseguire la giusta sequenza tasti, ottenendo in premio un oggetto bonus, e un power up fiammeggiante, che si attiva dopo 10 colpi e potenzia gli attacchi fisici.
Il gioco include tre "musei":
- Videodivix: consente di vedere i video visti nel corso della storia. Si trova nella zona Luxor.
- Galleria personaggi: si può vedere tutti i personaggi sbloccati con gli elmi di diamante. Si trova nella zona Lutetia.
- Cartoline: permette di comprare e vedere le buffe immagini del gioco. Si trova nella zona Venetia.

### Nemici
- Legionario normale: è un semplice legionario armato di lancia.
- Legionario con mazza: legionari più forti e resistenti, hanno uno scudo che può essere rotto e brandiscono una mazza.
- Centurione: è il capo di un gruppetto di legionari; riesce a respingere tutti i colpi fisici, usa una spada per la mischia e lancia tre coltelli per gli attacchi a lunga distanza; è però vulnerabile dopo gli attacchi da mischia, in quanto la spada si conficca per terra.
- Legionario Mario: è una parodia di Mario, nello specifico armato di idropompa (parodia di Splac-3000) che respinge i protagonisti.
- Gladiatore nero: è una specie di centurione più forte, resistente e veloce del normale Centurione, che però combatte con lo stesso stile.
- Legionario Rayman: è una parodia di Rayman, i loro arti sono scollegati fra loro, ma se indeboliti cadono a terra e vanno distrutti da un colpo schiacciata prima che si rialzino.
- Legionario Sonic: messaggeri romani, con l'armatura del famoso porcospino. Sono noti per la loro velocità che viene usata per colpire i protagonisti alle spalle con degli anelli grossi e dorati (parodia dei Rings della serie di Sonic).
- Legionario zombie: pur dai movimenti goffi, sono resistenti come la loro versione Rayman, ma condividono il loro metodo di sconfitta.
- Legionario Ryu: sono parodie di Ryu di Street Fighter, con tanto di Handoken e Shoryuken come tecniche.
- Centurione Pacman: centurioni che usano come arma la bocca di Pacman; come i centurioni semplici, bisogna attaccare al momento giusto, poi distruggerli con un colpo schiacciata.
- Legionari volanti: sono legionari volanti che usano palloni che ricordano le pokeball dei Pokémon.
- Pirati: sono per l'appunto pirati che si incontrano per la prima volta nell'apposita isola.
- Centurioni egiziani: centurioni incontrati per la prima volta a Luxor.
- Legionario con ascia: sono legionari robusti con un'ascia e un'armatura di ferro.
- Centurione pirata: centurione di gruppetti di pirati.

## Doppiaggio
| Personaggio            | Doppiatore italiano |
| ---------------------- | ------------------- |
| Asterix                | Riccardo Rovatti    |
| Obelix                 | Luigi Rosa          |
| Panoramix              | Gianni Gaude        |
| Sam Shieffer           | Marco Balbi         |
| Cesare                 | Gianni Gaude        |
| Larry Craft            | Claudio Ridolfo     |
| Abraracourcix          | Claudio Ridolfo     |
| Speaker Spot Las Vegum | Diego Sabre         |
| Kerosene               | Antonio Paiola      |
| Sessantasix            | Luigi Rosa          |
| Alias                  | Antonio Paiola      |
| Soldato Sonic          | Marco Balbi         |

## Parodie
Nel gioco compaiono spesso parodie, citazioni e riferimenti che riguardano il mondo dei videogiochi. Eccone elencate alcune:
- Super Mario Sunshine: una serie di soldati, il cui abbigliamento ricorda tra l'altro molto l'idraulico baffuto Mario, porta sulle spalle un irrigatore d'acqua (parodia di Splac-3000) che pur non provocando danni ai protagonisti li respinge e li può far precipitare da piattaforme.
- Sonic the Hedgehog: soldati messaggeri, corrono veloci vestiti con delle armature blu che ricordano appunto il riccio blu della SEGA.inoltre, in alcuni livelli, Asterix deve saltare su un trampolino blu e rosso con una stella gialla disegnata sopra identico a quello che appare nei videogiochi della serie.
- Pac Man: vi sono dei grossi soldati che hanno uno scudo giallo aperto a metà che ricorda la bocca di Pac Man.
- Rayman: alcuni soldati non hanno braccia e gambe, e le restanti parti del corpo fluttuano nell'aria come Rayman. Inoltre, dei vasi in un museo del WCW hanno la forma del dorso del noto personaggio.
- Street Fighter: questi legionari che appaiono per la prima volta in Lutetia hanno l'abbigliamento, lo stile e le tecniche di Ryu di Street Fighter. In più, in una cartolina acquistabile nel negozio di Lutezia, ne è presente una specie di screenshot di un combattimento in stile Street Fighter combinato a Dragon Ball.
- Spyro the Dragon: nell'Isola dei Pirati compare una grossa immagine di Spyro rappresentata su una lastra.
- Pokémon: dei soldati volanti usano delle mongolfiere a forma di Poke Ball, la sfera che si usa per catturare i Pokemon.
- Tetris: vari muri fragili che nel gioco bisogna abbattere sono formati da blocchi di Tetris.
- Samba de Amigo: nell'Isola dei Pirati ci sono delle facce scolpite sul marmo che ricordano Amigo.
- Bomberman: le bombe utilizzate per far esplodere i blocchi hanno la forma della faccia di Bomberman;
- Yoshi: nel primo livello sono esposti dei menhir dipinti come le uova del noto dinosauro;
- Ratchet & Clank: a Venetia, vi è un orologio il cui pendolo ricorda Ratchet e Clank.
- Jak and Daxter: a Venetia sono presenti statue e stemmi raffiguranti il Leone Marciano con le fattezze di Daxter.
- Sly Cooper: a Venetia si possono intravedere delle statue romane raffiguranti Sly.
- Crash Bandicoot: a Venetia si può trovare un busto parodia del noto personaggio, e anche vari totem nell'Isola dei Pirati che gli rassomigliano.
- Donkey Kong: a Venetia si può trovare una statua parodia del personaggio e una fontana simile al suo viso.
- Tekken 3 e 4: nei manifesti in giro per WCW vi si possono vedere parodie del videogioco.
- Soulcalibur II: nei manifesti in giro per WCW vi si possono vedere parodie del videogioco.
- Mortal Kombat: nei manifesti in giro per WCW vi si possono trovare parodie del videogioco. Inoltre, si possono incontrare coppie di statue, soprattutto a Venetia, rappresentanti due romani che combattono e, in mezzo a tali statue, uno striscione che recita: Fatalitum, cosa che dovrebbe ricordare la scritta Fatality visualizzato una volta battuto l'avversario nel già citato gioco.
- Space Invaders: nei manifesti in giro per WCW vi si possono intravedere parodie del videogioco, e dei geroglifici in Luxor ricordano i nemici di Space Invaders.
- Grand Theft Auto: la stessa copertina del gioco è una parodia di una qualsiasi copertina della serie.
- Las Vegas e Venezia: gli stessi scenari del gioco sono parodie di questi luoghi esistiti realmente.
- Tomb Raider: Larry Craft è un ovvio riferimento a Lara Croft.
- Splinter Cell: Sam Shieffer è un ovvio riferimento a Sam Fisher.
- Internet: i servitori di Cesare hanno creato un sistema di trasporto ultra-veloce che consiste nel far consegnare più velocemente i messaggi chiamato Internetus, riferimento molto chiaro a Internet.
- Matrix: al Caesar Palace, poco prima di una delle battaglie finali contro un esercito di suoi cloni, Giulio Cesare pronuncia ad Asterix la frase "Sorpreso di vedermi, Signor... Anderson?", chiaro riferimento all'omonimo protagonista della trilogia cinematografica.

## Accoglienza
Il sito web italiano Multiplayer.it lo ha votato con un 8.0 su 10, considerandolo un prodotto solido e tecnicamente riuscito, apprezzando i pregi del gameplay e della grafica, e lodando i tanti tipi di nemici disponibili e le parodie ben riuscite, ma anche trovandolo fondamentalmente lineare e con qualche problema alla visuale.

## Edizione Remastered
La versione HD Remaster è stata annunciata il 6 luglio 2018 da Anuman sotto il marchio della Microids e lo sviluppo della OSome Studio e pubblicata il 29 novembre 2018 per PlayStation 4, Xbox One, Windows (attraverso Steam e GOG.com) e Nintendo Switch. Questo segna inoltre la prima uscita ufficiale di un videogioco di Asterix negli Stati Uniti, seppur in quella regione sia presente solo in distribuzione digitale su PlayStation Store, Microsoft Store e Nintendo eShop, mentre invece è disponibile in versione fisica standard nella versione europea PAL, sia in forma Limited Edition che Collector's Edition. Inoltre, è stato annunciato, sempre il 6 luglio 2018, che sarebbe stato sviluppato un terzo titolo della serie XXL. Tale titolo è uscito il 21 novembre 2019 in Europa per PlayStation 4, Nintendo Switch, Xbox One e Microsoft Windows.